# Ediktet i Milano
Ediktet i Milano eller milanesiska ediktet år 313 deklarerade att Romerska riket skulle förhålla sig neutralt i religiösa frågor, vilket i praktiken innebar slutet på förföljelsen av de kristna. Ediktet utfärdades av den västromerske tetrarken Konstantin den store och den östromerske tetrarken Licinius. Det upprepade och utvidgade ett 312 av dem utgivet edikt om allmän religionsfrihet och bestämde att kyrkor och gods som fråntagits de kristna skulle återlämnas. "Med hänsyn till att fri religionsutövning ej bör förvägras någon, utan frihet måste lämnas åt vars och ens omdöme och vilja att efter eget val utöva sin religion, har vi redan tidigare befallt, att det även skall tillåtas de kristna att behålla den tro, som hör samman med deras sekt och religion." (del av ediktet i Milano)